# Torneo di Pasqua 1926
Il Torneo di Pasqua 1926 è stata la 6ª edizione dell'omonima competizione di hockey su pista. Il torneo, organizzato dal Montreux Hockey Club, ha avuto luogo tra il 20 al 21 marzo 1926.
Il trofeo è stato vinto dallo Stade Bordelais per la prima volta nella sua storia.

## Partite
| Montreux 20 marzo 1926 | Montreux | 10 – 6 | Stade Bordelais |  |

| Montreux 21 marzo 1926 | Montreux | 5 – 6 | Stade Bordelais |  |

| Montreux 21 marzo 1926 | Montreux | 0 – 8 | Stade Bordelais |  |